# Xanthodaphne bruneri
Xanthodaphne bruneri é uma espécie de gastrópode do gênero Xanthodaphne, pertencente a família Raphitomidae.